# Núcleo Autónomo del Crimen Revolucionario
El Núcleo Autónomo del Crimen Revolucionario fue una célula anarquista que perpetró varios atentados en la ciudad de Santiago, esto desde 2011 hasta agosto de 2012. El grupo es conocido por sus atentados en comunas como Las Condes o contra el Registro Nacional de ADN.

## Trasfondo
Desde mediados de los años a finales de la década de los años 2000, siendo común el uso extintores rellenos de pólvora o cualquier explosivos caseros. Alrededor de dos tercios de las bombas detonaron, con el resto desactivado. Los objetivos incluyeron bancos (aproximadamente un tercio de las bombas), estaciones de policía, cuarteles del ejército, iglesias, embajadas, la sede de partidos políticos, oficinas de empresas, juzgados y edificios gubernamentales. Las bombas detonaban principalmente por la noche, y rara vez hubo heridos entre los transeúntes, ninguno de ellos grave. En mayo de 2009 las autoridades prendieron las alarmas por la muerte de Mauricio Morales Duarte, anarquista que murió después de la activación accidental de un artefacto explosivo que transportaba en su bicicleta.

## Actividad armada
El primer ataque del Núcleo Autónomo del Crimen Revolucionario (NACR) fue el 14 de agosto del 2011, en el subterráneo donde está ubicado el Memorial a Jaime Guzmán (abogado y fundador de la UDI asesinado en 1991) ubicado en la comuna Las Condes, además de quedar relativamente cerca a la embajada de EE. UU.. Un guardia de seguridad del recinto se percató de un bolso con un extintor y unos cables adosados, por lo que se alejó y llamó a la policía, sin embargo el artefacto estalló entes de su llegada al lugar. El aparato detono a las 1:17 a. m., justo cuando las autoridades arribaron al lugar, dejando dos Carabineros con traumas acústicos leves. El segundo ataque fue el dos días después, cuando fue atacada una automotora KIA Motors, dejando únicamente daños materiales. El artefacto de fabricación casera (que estaría escondido en la cajuela de unos autos en exhibición) habría estado compuesto por un extintor relleno con alrededor de 1 kilo de pólvora negra y activado por un sistema electrónico, detonando a las 10:20 a. m. Ambos ataques fueron reivindicadas por la Célula del Crimen Revolucionario German Bladomirobvich perteneciente a la NACR en un comunicado disponibles en sitios web antisistema.
Días después el 28 de agosto del mismo año el grupo abandono un explosivo improvisado en la Club de la Unión, localizado en la Avenida Libertador General Bernardo O'Higgins, La Florida. Miembros del GOPE desactivaron el artefacto explosivo, además de ampliar un operativo para dar con los responsables. Días después el grupo clamo responsabilidad del ataque.
El 25 de octubre del 2012 una explosión se registró en la entrada del Registro Nacional de ADN, ubicado en la comuna de Recoleta, sector norte de Santiago, el estallido se produjo cerca de las 5:20 a. m. y se pudo escuchar a gran distancia. El origen del fuerte ruido lo causó un artefacto explosivo de fabricación casera, que fue instalado en el antejardín del edificio, minutos después personal de LABOCAR y GOPE acordonaron el lugar y cortaron el tránsito en ambos sentidos de las calles aledañas. Las autoridades se pronunciaron del ataque diciendo que fue un "hecho irracional y desquiciado". Semanas después el Núcleo Autónomo del Crimen Revolucionario-Fracción Destructora de la (in)Civilización clamo responsabilidad del ataque en un sitio web antiautoritario.

## Detenciones
El 20 de abril del 2012 el sociólogo Hans Niemeyer Salinas fue vinculado por los ataques contra el Memorial a Jaime Guzmán y la automotora ONE, esto por semejanzas en la fabricación de los artefactos detonados. El grupo negó que Niemeyaer fuese cómplice en los ataques, y negando cualquier conexión entre Niemeyer y el grupo.